# Croton brittonianus
Croton brittonianus là một loài thực vật có hoa trong họ Đại kích. Loài này được Carabia mô tả khoa học đầu tiên năm 1942.